# Peter Kingsley
Peter Kingsley (1953) es un filósofo británico, autor de seis libros y numerosos artículos en el área de la filosofía antigua, incluyendo Ancient Philosophy, Mystery and Magic (Filosofía antigua, misterios y magia), In the Dark Places of Wisdom (En los oscuros lugares del saber), Reality (Realidad), A Story Waiting to Pierce You, Catafalque: Carl Jung and the End of Humanity (Catafalco. Carl Jung y el fin de la humanidad) y A Book of Life. Su obra trata en profundidad la labor filosófica y el contexto histórico de los presocráticos Parménides y Empédocles.

## Biografía
Peter Kingsley fue alumno del instituto Highgate School en el norte de Londres hasta el año 1971. Después de graduarse con honores en la Universidad de Lancaster, Inglaterra, en 1975, obtuvo un máster en Letras del Kings College de Cambridge, y más adelante el Doctorado en Filosofía por la Universidad de Londres. 
Ha trabajado conjuntamente con muchas de las más prominentes figuras en los campos de los estudios clásicos y de la antropología, de la filosofía y de los estudios religiosos, de civilizaciones antiguas y de la historia de lo curativo y de la ciencia. Receptor de numerosos premios académicos y Fellow del Warburg Institute en Londres, inmigró con su mujer a Canadá en 1995 llegando a ser profesor honorario en la Universidad Simon Fraser, y más tarde, en el 2002, al trasladarse esta vez a Estados Unidos, en la Universidad de Nuevo México. En la actualidad reside en la ciudad de Asheville en Carolina del Norte.
Kingsley ha explicado en entrevistas que se le ha considerado erróneamente como a un especialista académico cuya trayectoria se  desviaría de la objetividad investigativa para retomar una orientación personal en la temática de su obra. Sin embargo él mismo se ha declarado como un místico cuya experiencia espiritual ha servido de fondo a toda su carrera y no únicamente a su labor más reciente.

## Temas Principales
La tesis de la obra de Kingsley sostiene que la labor de los filósofos presocráticos Parménides y Empédocles, por tradición considerada únicamente como racional y científica, sería en efecto la expresión de una tradición mística griega responsable de impulsar el nacimiento de la filosofía y civilización occidentales. Según Kingsley, esta tradición consistiría en un modo de vida centrado en la experiencia directa de la realidad y el reconocimiento de la divinidad personal. Asimismo subraya que el misticismo de esta tradición no era "de otro mundo", ya que las figuras principales eran juristas, diplomáticos, médicos, e incluso militares. Los textos de esta tradición forman entre sí un perfecto entretejido que el pensamiento posterior desglosará en áreas tan dispares como el misticismo, la ciencia, la curación y el arte.
Parménides, reconocido como "padre de la lógica" y tradicionalmente considerado como un racionalista, era un sacerdote consagrado al culto de Apolo y un iatromantis, o profeta curandero. Empédocles, cuyo modelo cosmológico introduciría en la ciencia y la filosofía occidentales la idea fundamental de los cuatro elementos, era un místico y un mago. Kingsley interpreta los poemas de Parménides y Empédocles como textos esotéricos iniciáticos, cuyo objetivo sería conducir al lector hacia una experiencia directa de la unicidad de la realidad y hacia la realización de la divinidad personal. Cabría remarcar que una consecuencia importante de esta interpretación es que la lógica y la ciencia occidentales tenían a su origen un propósito profundamente espiritual.
La exégesis de la filosofía griega antigua que propone Kingsley, y la de Parménides y Empédocles en particular, está en desacuerdo con la gran mayoría de las interpretaciones reconocidas. En su argumentación Kingsley sostiene que filósofos antiguos posteriores, como Platón, Aristóteles y Teofrasto entre otros, malinterpretaron y distorsionaron la obra de sus predecesores; y como consecuencia, cualquier interpretación convencional que acepte sin crítica la falsa representación de los presocráticos ha de ser por necesidad deficiente. La metodología de Kingsley consiste en interpretar los textos presocráticos en un contexto histórico y geográfico, prestando particular atención a las raíces italianas y sicilianas de Parménides y Empédocles. Asimismo, los poemas de Parménides y Empédocles son interpretados como textos esotéricos y místicos—lo cual presenta una perspectiva hermenéutica que según Kingsley, no solo se ve indicada por la evidencia histórica y contextual, sino que también ofrece la única manera de resolver varios de los problemas de interpretación y crítica textual. En su labor más reciente, Kingsley argumenta que los textos esotéricos cuyo propósito es el narrar o inducir experiencias místicas no pueden ser propiamente entendidos desde una "perspectiva exterior"; si es que ha de existir, su comprensión debe partir de la experiencia personal propia del lector.

## Parménides y Empédocles

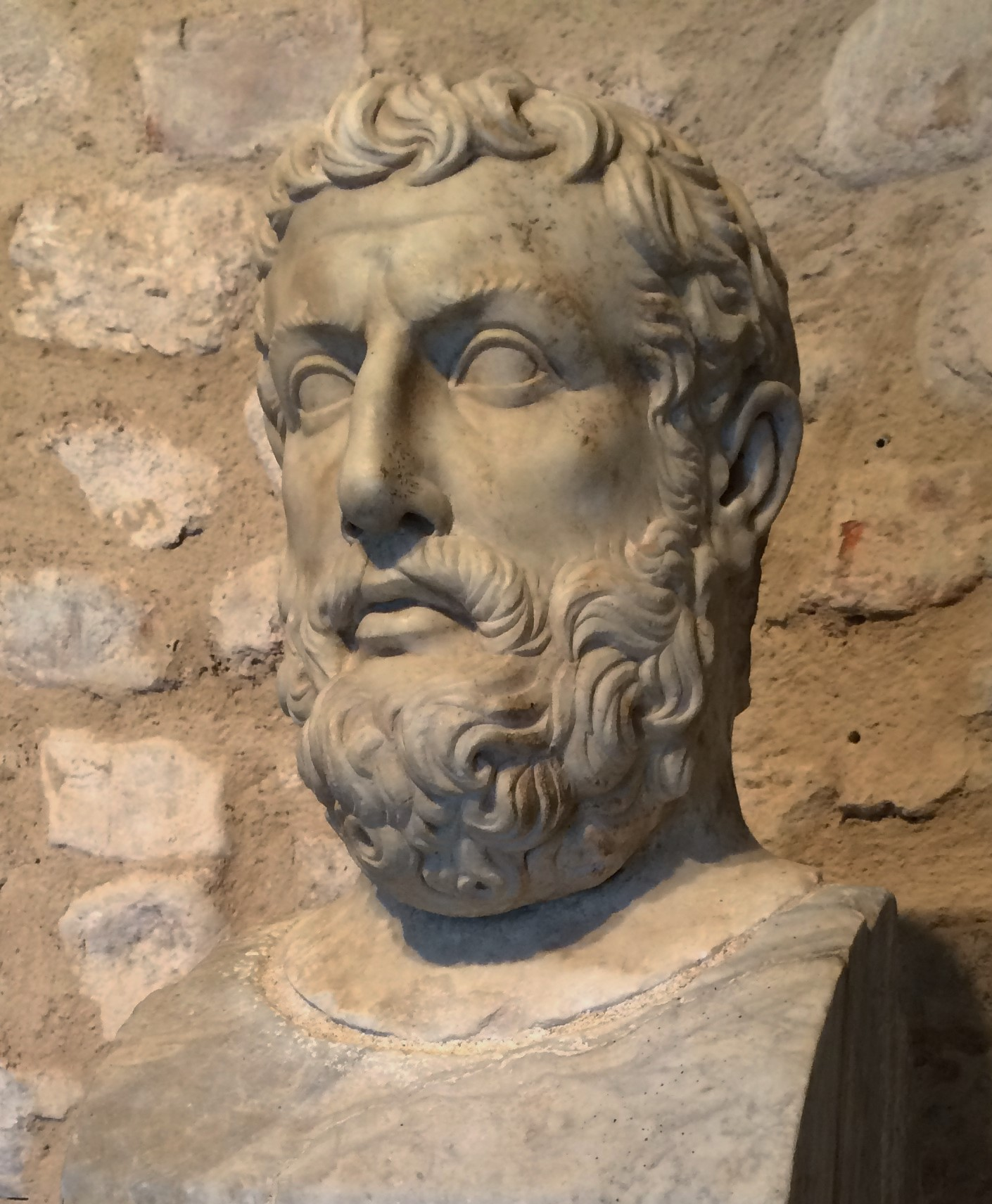
Parménides.

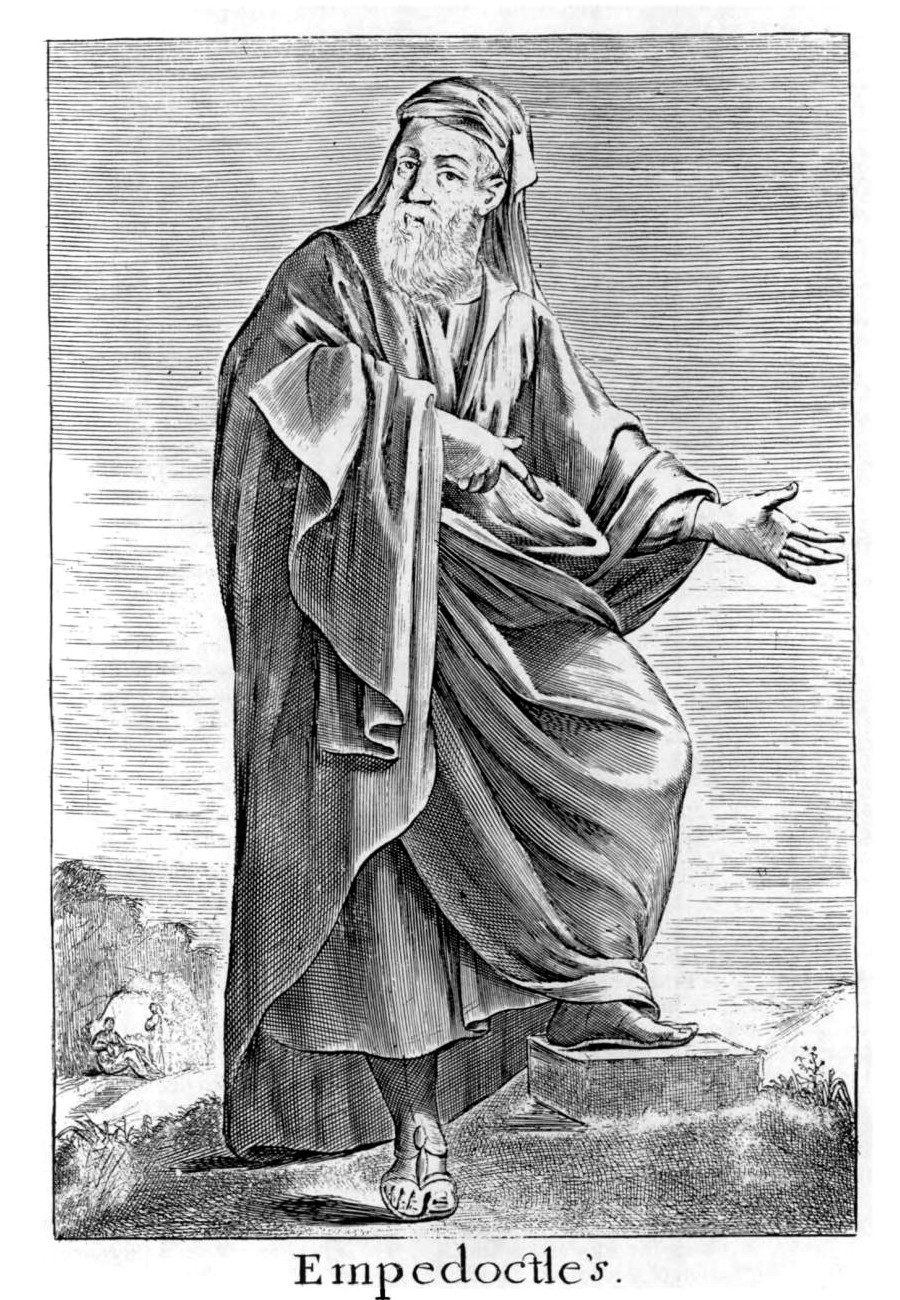
Empédocles.

Kingsley revela a Parménides y Empédocles como los representantes de una tradición mística que llegará a impulsar el nacimiento de la filosofía y civilización occidentales, una tradición a la que todavía se podría acceder hoy. Kingsley sostiene que esta tradición conlleva una importancia fundamental y ofrece algo esencial, tanto al mundo de la filosofía académica como al de la cultura general contemporánea de Occidente. Aunque Parménides y Empédocles son considerados por tradición filósofos antagonistas, Kingsley argumenta que tras las apariencias más evidentes y superficiales los dos hombres estarían en efecto profundamente unidos por el vínculo de una esencia compartida en esta tradición — y cuya expresión pone en evidencia el lazo íntimo que existe entre sus respectivos entendimientos de la realidad, el cuerpo y los sentidos, el lenguaje, la muerte y la conciencia divina.
Parménides y Empédocles están vinculados, entre otras cosas, por un misticismo que se podría calificar de heterodoxo en relación con el cuerpo y los sentidos. La cosmología de Empédocles, una cosmología nacida de la experiencia mística y dirigida hacia esta, ejerce una profunda influencia en los peculiares aspectos de la trayectoria espiritual que propone. Empédocles describe un ciclo cósmico que consiste en la unión y separación de cuatro "raíces", o elementos, divinos: tierra, aithêr o aire, fuego y agua. En la cosmología de Empédocles el poder divino del Amor (a veces llamado simplemente Afrodita) reúne a los elementos en uno solo, mientras que el poder divino del Odio los separa. Se puede deducir así que para Empédocles no existe nada en el universo que no sea divino. En consecuencia, no habría nada que “dejar atrás” según se avanza en el camino espiritual. Su misticismo no se aproximaría así a la idea habitual de un ascetismo que niega los sentidos y los disocia del cuerpo. Mientras diversas variantes del misticismo rechazarían y renunciarían a la supuesta vulgaridad de la materia y de los sentidos en favor de un algo más noble o más sublime, en su lugar Empédocles enseña que el empleo consciente de los sentidos sería en efecto el camino para poder llegar a reconocer la divinidad de todas las cosas —incluyendo la divinidad personal. Asimismo, Kingsley sostiene que las palabras empleadas por Parménides en el prólogo de su poema, y las imágenes que estas evocan, describirían en efecto el descenso al averno del iniciado, indicando así que existían ciertos antecedentes místicos en conexión con una antigua práctica de curación y meditación conocida como la incubación.
Mucho más que una simple técnica clínica, se decía de la incubación que esta permitía al ser humano experimentar un cuarto estado de conciencia, más allá del estado durmiente, de sueño y de vigilia habitual: un estado descrito por Kingsley como "la conciencia misma" y que se asemeja al turiya o samadhi de la tradición yoga de la India. Para sostener su tesis sobre el prólogo del poema, Kingsley se sirve de la evidencia arqueológica hallada en los yacimientos de Velia (o Elea), ciudad natal de Parménides al sur de Italia. Evidencia que, según Kingsley, demuestra que Parménides era un sacerdote de Apolo y que por lo tanto acostumbraría a utilizar técnicas de incubación cuyo objetivo serían la curación, la profecía y la meditación. Kingsley indica que la evidencia arqueológica se ajusta correctamente a un contexto de incubación ya de por sí eludido por el propio prólogo del poema, y que aquel quedaría así confirmado. Según la interpretación que hace Kingsley de esta tradición mística, el descenso al averno estaría íntimamente vinculado con la experiencia consciente del cuerpo — tratándose este en realidad de un descenso consciente al fondo y a la oscuridad de la sensación propia del cuerpo físico. Por consiguiente, y a diferencia de otras tradiciones místicas cuyo objetivo consiste en "trascender" el estado físico y encarnado, tanto Empédocles como Parménides hallan la divinidad en el interior y a través del cuerpo y los sentidos.
La profunda afinidad que existe entre las enseñanzas de Parménides y Empédocles se puede asimismo evidenciar en la parte central, o lógica, del poema de Parménides, el llamado "Fragmento Ocho" o "El Camino a la Verdad". Kingsley indica que la lógica de Parménides tiene como objetivo demostrar que la realidad es en efecto, inmutable, íntegra, innata e inmortal — una descripción que se asemeja considerablemente a la descripción de la realidad absoluta propuesta por varias tradiciones místicas, a saber Advaita Vedanta, Zen y Dzogchen. Varios factores apuntarían a la conclusión de que este fragmento no presenta simplemente una postura monista material o metafísica: los motivos iniciáticos que se encuentran en el prólogo del poema, el carácter hímnico del marco y del lenguaje del "Fragmento Ocho", la diosa anónima que pronuncia el texto, y la figura histórica de Parménides como sacerdote consagrado al culto de Apolo. Según la interpretación de Kingsley, Parménides afirma que la "realidad última" no se encontraría en un plano ultra celeste, sino que sería simplemente la realidad del mundo que nos rodea. El ser humano vive, en efecto, en un mundo innato e inmortal, un mundo de unicidad, integridad e inmutabilidad — pero un mundo del que no le es posible percatarse porque la percepción mortal es en sí misma dualística. Por consiguiente, en el universo de Parménides, así como en el cosmos de Empédocles, todo es divino — y lo que es más importante, lo divino no se encuentra en "otra parte", sino aquí y ahora.
El lenguaje juega asimismo un papel crucial en las enseñanzas de Parménides y Empédocles, y se encontrarán ahí también profundas semejanzas entre ambos filósofos. En su elenchos, o demostración oral, la diosa anónima de Parménides imita repetidamente el carácter dualístico de los humanos, responsable de la percepción incorrecta de la realidad, y caricaturiza a los mortales "bicéfalos" a los que se dirige, haciendo uso de la lógica divina para revelar la unidad. La "realidad" del "Fragmento Ocho" es en efecto claramente paradójica, reflejando la aparente dualidad y contradicción de la realidad indivisa. El ingenioso empleo del lenguaje, el humor y la paradoja para socavar lo que la diosa llama la "opinión de los mortales" y así establecer la realidad, demuestra la importancia fundamental de la palabra en las enseñanzas de Parménides.  
Cuando Empédocles toma el relevo de la tradición con su propia poesía, se evidencia de nuevo la misma importancia profunda de la palabra. Empédocles le indica a su discípulo que sus palabras son, en efecto, "seres vivientes" con conciencia y voluntad propias; que sus palabras son semillas esotéricas que deberán ser plantadas en la tierra del cuerpo y cuidadas de buena voluntad, con pureza y con atención — y que tratadas correctamente podrán brotar y crecer, convirtiéndose así en divina conciencia. La poesía de Empédocles posee todo lo necesario para llevar a cabo este proceso orgánico.
Parménides y Empédocles están también estrechamente vinculados por un entendimiento compartido de la muerte, y en particular del papel que esta desempeña en el camino místico. El consenso entre los especialistas sostiene que la cosmología de Empédocles consiste de los cuatro elementos de tierra, aire o aithêr, fuego y agua reunidos por el Amor y separados por el Odio, pero Kingsley propone una interpretación radicalmente diferente de la opinión académica mayoritaria, tanto moderna como antigua, con respecto al orden y la significación del ciclo. Kingsley sostiene que Empédocles comienza cada ciclo con los elementos en un estado de separación, seguido de una unión bajo la influencia del Amor, para finalmente regresar a su estado original de separación en el Odio; una exégesis esencialmente opuesta a la gran mayoría de las interpretaciones de Empédocles que Kingsley califica de sumamente incorrectas. Cabría mencionar que aceptar tal orden del ciclo no resultaría en un "pesimismo cósmico", a menos que se malinterprete lo que en realidad dice Empédocles.
Según el autor, si se sigue detenidamente las palabras de Empédocles se entendería que los elementos, tan que separados, existen en un estado de inmortalidad y pureza; y que cuando se reúnen bajo la influencia del Amor, o Afrodita, han sido en cierto modo seducidos para que se mezclen entre sí, dando así lugar a una existencia encarnada y mortal — una existencia que sería ajena a su verdadera naturaleza pura e inmortal. Por lo tanto, no sería justo lamentar que los elementos se separen bajo el Odio, sino que al contrario, se trataría esto de la liberación de una condición antinatural y forzada causada por el Amor, y el retorno a la inmortalidad y la pureza. Tal interpretación de Empédocles sugeriría importantes semejanzas con las enseñanzas órficas y pitagóricas sobre la encarnación, la deificación y la muerte.    
Por su parte, Parménides emprende el viaje a las profundidades del averno — el mundo de la muerte— donde se encontrará con la diosa que Kingsley identifica como a Perséfone, la reina de los muertos. Parménides deberá emprender este viaje para poder descubrir la verdad sobre la realidad y la "opinión de los mortales", y luego traer su profético mensaje al mundo de los vivos. Es así que Empédocles y Parménides, como otros místicos, encontrarán la sabiduría, la curación y la vida eterna en lo que la mayoría considera como la oscura y lúgubre realidad de la muerte. Así lo asegura también Kingsley, quien sostiene que el requisito absolutamente esencial para emprender este camino espiritual es el "morir antes de morir".
En un último lugar, tanto Parménides como Empédocles remarcan la absoluta necesidad de aceptar incondicionalmente el movimiento para poder así alcanzar la quietud divina. Para Parménides, la percepción imperfecta de la realidad como variable y en movimiento cede en última instancia a la percepción de su quietud absoluta. Y para Empédocles, el eterno movimiento del ciclo cósmico termina dando paso a la inmovilidad. No obstante, para que un ser humano sea capaz de percibir la quietud de la realidad se deberá desarrollar en él una cierta cualidad de atención suprema, la cual se halla más allá del alcance de los mortales. Los griegos, Parménides y Empédocles incluidos, llamaban a esta divina facultad el mêtis, cualidad poseída por los dioses y otorgada a ciertos mortales que, bajo circunstancias especiales, se veían favorecidos por ellos. Sería el enlace entre la gracia divina y la colaboración humana consciente que permitirá el cultivo y eventual brote de la facultad divina de mêtis — fruto que Kingsley califica como el "florecimiento de la conciencia".
Kingsley continúa la labor de reintegrar la tradición de Parménides y Empédocles a la conciencia del mundo académico y de la cultura contemporánea. Platón y Aristóteles, que a pesar de ser los principales responsables de definir los parámetros de la filosofía occidental, no entendieron o quisieron entender el contexto esotérico dentro del cual se expresaban Empédocles y Parménides, continúan ejerciendo una inmensa influencia tanto sobre el entendimiento que se tiene de ellos como las nociones de lo que es la filosofía. Kingsley se ha puesto como propósito restituir la conciencia que se tiene de Parménides y Empédocles y de la realidad de su tradición, y restablecer el acceso a ésta.

## Organización sin fines de lucro
Una organización sin ánimo de lucro fue creada en el año 2006 para facilitar la labor de Peter Kingsley y el acceso a la tradición mística de Parménides y Empédocles en el mundo contemporáneo.

## Obra selecta

### Libros
- A Book of Life (Catafalque Press, 2021)[6]
- Catafalque: Carl Jung and the End of Humanity (Dos volúmenes, Catafalque Press, 2018; un solo volumen integral, Catafalque Press, 2021; traducido al español por Atalanta, Vilaür, en prensa otoño 2025)[7]
- A Story Waiting to Pierce You: Mongolia, Tibet and the Destiny of the Western World (Point Reyes, CA: Golden Sufi Center Publishing, 2010; Catafalque Press, nueva edición actualizada 2025)[8]
- Reality (Inverness, CA: The Golden Sufi Center, 2003; Catafalque Press, nueva edición actualizada 2020; publicado en España por Atalanta, Vilaür, 2021)[9][10]
- In the Dark Places of Wisdom. Publicado en Norteamérica por The Golden Sufi Center (Inverness, CA, 1999), en Reino Unido por Duckworth (Londres, 2001) y en España por Atalanta (Vilaür, 2006)
- Ancient Philosophy, Mystery and Magic. Empedocles and Pythagorean Tradition. Publicado en Reino Unido, por Oxford University Press (Oxford, 1995), y en España por Atalanta (Vilaür, 2008)

### Traducciones
- Quest for the Red Sulphur: The Life of Ibn 'Arabi por Claude Addas, traducción Peter Kingsley (Cambridge, UK: Islamic Texts Society, 1993)

### Artículos
- “Empedocles for the New Millennium,” Ancient Philosophy, volumen 22 (Pittsburgh, 2002), 333–413
- “An Introduction to the Hermetica: The Asclepius and Ancient Esoteric Tradition,” en From Poimandres to Jacob Boehme, ed. R. van den Broek y C. van Heertum (Ámsterdam: In de Pelikaan, 2000), 18–40.
- “Meetings with Magi: Iranian Themes among the Greeks, from Xanthus of Lydia to Plato’s Academy,” Journal of the Royal Asiatic Society, tercera serie, volumen 5 (Londres, 1995), 173–209
- “From Pythagoras to the Turba philosophorum: Egypt and Pythagorean Tradition,” Journal of the Warburg and Courtauld Institutes, volumen 57 (Londres, 1994), 1–13
- “Empedocles’ Sun,” Classical Quarterly, volumen 44 (Oxford, 1994), 316–324
- “Greeks, Shamans and Magi,” Studia Iranica, volumen 23 (París, 1994), 187–198
- “Empedocles and his Interpreters: The Four-Element Doxography,” Phronesis, volumen 39 (Assen, Países Bajos, 1994), 235–254
- “Poimandres: The Etymology of the Name and the Origins of the Hermetica,” Journal of the Warburg and Courtauld Institutes, volumen 56 (Londres, 1993), 1–24. Reimpreso, con adiciones y actualizaciones, en From Poimandres to Jacob Boehme, ed. R. van den Broek y C. van Heertum (Ámsterdam, Países Bajos: In de Pelikaan, 2000), 42–76
- “The Greek Origin of the Sixth-Century Dating of Zoroaster,” Bulletin of the School of Oriental and African Studies, volumen 53 (Londres, Reino Unido, 1990), 245–265

## Edición en español
- Catafalco. Carl Jung y el fin de la humanidad. Vilaür: Ediciones Atalanta. Noviembre 2025.
- Realidad (Segunda edición). Vilaür: Ediciones Atalanta. 2021. ISBN 978-84-122130-8-9.
- Filosofía antigua, misterios y magia. Empédocles y la tradición pitagórica (Tercera edición). Vilaür: Ediciones Atalanta. 2008. ISBN 978-84-947297-2-0.
- En los oscuros lugares del saber (Séptima edición). Vilaür: Ediciones Atalanta. 2006. ISBN 978-84-937784-1-5.